# Isotiourônio
Em química orgânica, isotiourônio é um grupo funcional com a fórmula [RSC(NH2)2]+ (R = alquila, arila).  O H central pode ser substrituído por alquila ou arila. Estruturalmente, estes cátions assemelham-se aos cátions guanidínio. O núcleo CN2S é planar e as ligações C-N são curtas.
Os sais que compreendem estes ânions são preparados tipicamente por alquilação da tioureia:
SC(NH2)2  +  RX   →   [RSC(NH2)2]+X-
A hidrólise de sais isotiourônio resulta em tióisl.
[RSC(NH2)2]+X-  +  NaOH    →   RSH  +  OC(NH2)2  +  NaX